# Natasha Irons
Natasha Irons è una supereroina presente nei fumetti DC Comics. Comparve per la prima volta in Steel vol. 2 n. 1 (febbraio 1994). Divenne la quinta super eroina a usare il nome di Acciaio quando suo zio, John Henry Irons rimase ferito. Nel 2006, nella serie 52, Natasha ottenne i superpoteri e utilizzò il nome in codice di Starlight. Quando i suoi poteri cambiarono, permettendole di diventare un essere di pura nebbia, assunse il nome in codice di Vaporlock.

## Biografia del personaggio
Natasha Irons è la figlia del fratello di John Henry, Clay, e della moglie di Clay, Blondel. Comparve nel primo numero della serie individuale dedicata ad Acciaio, dove inizialmente apparve come una tredicenne. Come il resto della famiglia, sapeva dell'identità segreta di Acciaio fin dall'inizio. In netto contrasto con suo fratello Jemahl, Natasha apparve molto diretta e abile. Nel n. 14, la si vide lavorare (presumibilmente dall'interno) per un Senatore degli Stati Uniti. Comparve più grande, verso i sedici anni, in qualche modo. Natasha rimase un personaggio di supporto per tutto il tempo in cui Louise Simonson fu parte della serie. Fu rapita da Hazard e Acciaio dovette salvarla. Utilizzò anche la droga Tar per aiutare suo zio durante un combattimento. Fu poi rapita da Plasmus e lei sembrò ucciderlo mandandolo in frantumi una volta che Acciaio lo congelò (anche se più avanti ritornò in vita). Natasha rimase devastata dalla morte di sua amata bisnonna, Bess Irons, ma fu l'unica della famiglia che si trasferì con Acciaio quando questi si trasferì a Jersey City.
Quando Chris Priest prese le redini del fumetto cominciando dal n. 34, Nat era cambiata radicalmente. Fu tramutata in un'adolescente moderna più stereotipata con un atteggiamento irriverente. Non si fece alcun riferimento al suo precedente impiego nel governo. Durante questo periodo incontrò e fece amicizia con un ragazzo di nome Paul, che lei rinominò "Boris". Anche suo padre sembrò tornare come il criminale Crash.
Quando un assassino di nome Skorpio avvelenò Natasha, Crash si costituì, così da poter donare il sangue a sua figlia tramite una trasfusione e salvarle la vita. Da lì in poi non si seppe più niente di lui.
Successivamente, Nat si trasferì con Acciaio a Metropolis quando John Henry aprì lì la Steelworks. Divenne suo assistente, riprogrammando persino il robot kryptoniano di Superman, Kelex, perché parlasse con lo slang hip hop. Per un certo periodo uscì anche con un ragazzo locale, Boris.

### Il nuovo Acciaio
Quando l'Egida Antropica di Darkseid intrappolò John Henry, Natasha progettò un'armatura che utilizzava il potere dell'Egida, si teletrasportò su Apokolips e combatté Doomsday con l'aiuto di Superman, Superboy, Supergirl e la Supergirl pre-Crisi.
John era troppo sofferente continuando ad operare come Acciaio. Intendendo passare l'eredità di Acciaio a Natasha, John creò una nuova armatura più avanzata per lei.
Quando Natasha sentì che Superman era stato ferito da un ninja fantasma, indossò l'armatura e divenne la nuova Acciaio. Si alleò con Cir-El e Girl 13 per fermare il ninja. Durante questa avventura, utilizzò il suo martello per scaricare un impulso elettrico nel cuore di Superman e farlo ripartire.
Come parte della storia "Nemici Pubblici" del fumetto Superman/Batman, notizie false della cattura di Superman e di Batman da parte delle forze del Presidente Lex Luthor trapelarono per attirare i loro vari amici ad attaccare la Casa Bianca. Cir-El, Natasha Irons, Krypto, Superboy e la Batman Family fecero così. Natasha fu neutralizzata presto, restando indietro per cercare di salvare Cir-El e Superboy da una trappola che li avrebbe schiacciati. Invece, furono poi salvati da Batman.
Natasha ebbe un brevissimo cameo durante gli eventi di Crisi Infinita.

### Starlight
In 52, Natasha ebbe un violento scontro con suo zio John, a causa del disgusto di John a proposito di quello che sente come un'auto assorbimento di narcisismo della comunità super eroica DC. Quando Natasha scoprì che i Teen Titans (le cui file furono devastate dagli eventi della Crisi Infinita) tenevano provini per nuovi membri, John le proibì di andare e invece le propose di concentrarsi nel sgombrare le macerie dalla battaglia a Metropolis. Quando Natasha si rifiutò, John smantellò la sua armatura, e la ragazza rimase senza poteri. John chiarì anche che lei avrebbe dovuto costruirsi una sua armatura se voleva essere una super eroina.
Presto, Natasha tentò di rimontare la propria armatura, ma con poco successo. Quando capì che il DNA di John era stato riscritto dall'exo-gene, Natasha presunse erroneamente che John scelse di avere un DNA alterato e scappò.
Dopo un violento litigio con John, Natasha si iscrisse al "Progetto Everyman" di Lex Luthor e divenne uno dei suoi primi soggetti. Quando John, in cerca di Natasha, minacciò di uccidere Luthor durante una festa alla LexCorp, Natasha comparve insieme a un gruppo di persone super potenziate al servizio di Luthor, e gli diedero una dura lezione. Da quel punto in poi, si estraniò dallo zio, che fece numerosi tentativi di mettersi in contatto con lei, cosa che lei rifiutò di fare. Dotata di nuove abilità, Natasha assunse il nome in codice di Starlight. Mentre si trovava in battaglia, vide la sua amica Eliza Harmon (alias Trajectory) venire uccisa dal nuovo Blockbuster. Natasha fu infine contatta da John alla vigilia dell'Anno Nuovo, che la costrinse a ripensare a tutto ciò che Luthor le disse. Dopo la "Pioggia dei Supermen", in cui Luthor de-attivò i poteri di ogni Everyman al di fuori della Infinity, Inc. (causando numerose cadute dal cielo), Natasha capì che suo zio aveva ragione fin dall'inizio. Quindi, cominciò a lavorare come agente sotto copertura all'interno dell'organizzazione di Luthor. Tuttavia, fu scoperta e picchiata da Luthor, che acquisì super poteri.
Acciaio e i Teen Titans lanciarono un attacco alla LexCorp e riuscirono a salvare Natasha. Tuttavia, Lex riuscì a strapparle i poteri di Starlight. Più avanti, la si vide scortare Luthor in prigione, indossando una nuova armatura creata per lei da suo zio. Il duo ricostituì la Steelworks e successivamente si vide Natasha, durante la Terza Guerra Mondiale, assemblare un missile nanotecnologico per eliminare Black Adam, anche se il missile fu rubato da Booster Gold. Natasha sopravvisse alla battaglia, e riprese il suo lavoro alla Steelworks.

### Vaporlock
La nuova serie Infinity, Inc. rivelò che il Progetto Everyman ebbe un effetto persistente sui suoi soggetti. Natasha ora aveva l'abilità di dissolversi in una nuvola di gas, anche se aveva difficoltà a controllarsi. Suo zio le suggerì di adottare il nome in codice di Vaporlock. Nel numero finale della serie, tutti i membri della Infinity, Inc. furono prigionieri del Dark Side Club. Al termine della serie Terror Titans, riuscirono a fuggire grazie a Miss Martian.

### "Jenny" Blake e il Progetto 7734
Dopo essere stata liberata dal Dark Side Club, i membri della Infinity, Inc. adottarono dei nuovi nomi e si infiltrarono in un progetto del governo chiamato "Progetto 7734". L'obiettivo del progetto era semplice: la morte di Superman. Verso la fine, il progetto governativo piazzò dei satelliti nello spazio che sparavano laser di magia, strappò il potente Atlas dal flusso temporale, liberò Metallo, e fece il lavaggio del cervello alle persone.
Natasha non era più sicura di chi fidarsi come parte del Progetto: Breach (che fece il lavaggio del cervello a Capitan Atomo). Visitò la Terra per dire a Jimmy Olsen, che stava sorvegliando il Progetto 7734, a proposito di Capitan Atomo e se ne andò prima che Jimmy venisse trovato e ucciso da Nome in Codice: Assassino. Nella storia finale di Captain Atom in Action Comics, Capitan Atomo ricordò chi era, rivelando il proprio nome e si allineò con il "Nome in Codice: Capitan Atomo". Unendosi ad altri del Progetto 7734 (come Nome in Codice: Superwoman e Nome in Codice: Metallo), Natasha fu parte della squadra che salvò Capitan Atomo da un nuovo lavaggio del cervello prima di venire attaccati dai nativi del mondo magico dove si trovava il Progetto 7734. I nativi volevano che lei li aiutasse proprio contro Capitan Atomo.
Dopo di ciò, Natasha fu vista aiutare Acciaio a salvare civili durante gli eventi di Il regno di Doomsday. Doomsday attaccò Natasha al fine di avere l'attenzione di Acciaio, e anche se lei scappò illesa, Acciaio fu invece sconfitto, sottomesso e catturato.

### DC Rinascita
Nella continuità di Rinascita, Natasha tornò a usare la sua armatura e non aveva più le abilità di Vaporlock. Qui, ebbe una relazione romantica con Traci 13, ma alla fine si lasciarono (anche se non fu confermato che Natasha fosse lesbica o bi-sessuale). Dopo gli eventi di No Justice, Natasha divenne un membro della nuova incarnazione dei Teen Titans.

## Poteri e abilità

### Exo-Gene
- Come Starlight, Natasha è in grado di volare, esercitare la forza super umana, ed è molto più resistente. I suoi pugni emettono lampi di luce. Può anche concentrare la sua luce in campi di forza, e intrappolare i suoi nemici all'interno, come quando intrappolò Blockbuster in un campo di luce energetica per evitare che si muovesse.
- Come Vaporlock, Natasha ha l'abilità di tramutare il proprio corpo in sostanza gassosa.

### Armatura
- L'armatura "Acciaio" di Natasha aumenta la sua forza a livelli super umani, e i razzi nei suoi stivali le permettono di volare. L'armatura può crescere in dimensione fino a 18 metri, ed è equipaggiata con abilità tecnomorfiche limitate in grado di spostare le pistole energetiche e le armi da proiettile dal suo metallo liquido.
- L'arma principale di Natasha è il suo martello, che ha ammortizzatori inerziali che fanno sì che la forza del martello venga esponenzialmente incrementata (più lontano viene scagliato, più forte colpisce). Il martello può sparare impulsi elettromagnetici e generare forti campi di forza energetici e magnetici su comando di Natasha. Quando il martello è piazzato a terra, si connette con il campo magnetico del pianeta e non può essere mosso ad eccezione di Natasha o qualcuno con un DNA simile, come suo zio John Henry.
- L'armatura alimentata ad Egidia-Entropica originale la dota di forza super umana e teletrasporto, e le permette di lanciare colpi di una strana energia viola dalle mani.

## Altre versioni

### Kingdom Come
Natasha (come Acciaio) è un personaggio di sfondo nella serie limitata Kingdom Come, indossando una versione gigante della sua ultima armatura addirittura provvista di coda ai capelli.

### Flashpoint
Nella linea alternativa degli eventi di Flashpoint, Natasha Irons è un membro dell'Exército Brasileiro che si batté contro i Nazisti in Brasile. Incontrò Traci 13 dopo che si teletrasportò per errore in Brasile, e Natasha inizialmente pensò che fosse stata inviata lì da Cyborg. Natasha chiese a Traci di unirsi alla squadra, ma Traci fu costretta ad andarsene al fine di aiutare a salvare il mondo. Poco dopo questo, Traci si teletrasportò via e augurò a Natasha buona fortuna con la guerra, cosa che Natasha augurò anche a lei.

### Ame-Comi
Natasha comparve come Acciaio nell'universo Ame-Comi con un disegno stile anime giapponesi. Fu inizialmente avvicinata da Carrie Kelley dopo che Batgirl fu rapita da Duela Dent, e accettò di aiutarla dopo aver saputo quanto fosse disperata la situazione. Fu menzionato per caso che Natasha possedeva intelligenza super umana in questa continuità, e che era in grado di processare informazioni dodici volte più velocemente di qualsiasi umano. Dopo aver reclutato "Flash", le tre giovani eroine diedero la caccia a Dent.

### Superman Family Adventures
Una versione adolescente di Natasha comparve nella serie Superman Family Adventures come amica e compagna di classe di Jimmy Olsen.

### Multiversity
Una versione adulta di Natasha comparve come membro della Justice League di Terra-16, ora usando il nome in codice di Acciaio.

### Serie Injustice
Natasha comparve nel collegamento a Injustice 2. Dopo che suo zio morì durante il bombardamento di Metropolis da parte del Joker, Natasha divenne la nuova Acciaio al posto di John Henry. Un Anno Dopo la sconfitta del regime di Superman, nello stesso periodo in cui l'ascesa al potere di Ra's al Ghul fu encomiata, Natasha si unì a una conferenza con Batman, il Freccia Verde di un'altra realtà (in quanto quello di questa realtà era morto), Black Canary e il nuovo Aqualad, e altri governatori per il loro piano di ricostituire ogni torto causato dal Regime mentre attendevano per Ted Kord e il resto dei governanti. Sfortunatamente, Ra's al Ghul teneva Ted e il resto dei governanti in ostaggio e fece sì che uno dei membri falsi della Suicide Squad di Batman e Orca li uccidessero, dopo che fecero saltare in aria le torri delle loro compagnie come segno di una guerra contro l'insurrezione dei governi in tutto il mondo.

## Altri media
- Natasha comparve nell'episodio "Metallo Pesante" della serie animata Superman, doppiata in originale dall'attrice Cree Summer. Qui è sempre la nipote di John Henry Irons, e fu felice quando seppe che suo zio smise di lavorare per Lex Luthor così come fu sorpresa della relazione amichevole di suo zio con Superman.
- Natasha ebbe un cameo nell'episodio "Hereafter" della serie animata Justice League.
- Natasha comparve in Justice League Unlimited n. 35, in cui indossò un costume simile a quello della sua controparte dei fumetti principali.